# Namuchi
Namuchi (IAST : Namuci) est un asura de l'hindouisme c'est-à-dire un démon de la mythologie du sous-continent indien. Il aurait été tué par Indra, le roi des dieux d'après les Védas, les textes sacrés de cette religion.